# Rags Ragland
Pour les articles homonymes, voir Ragland.

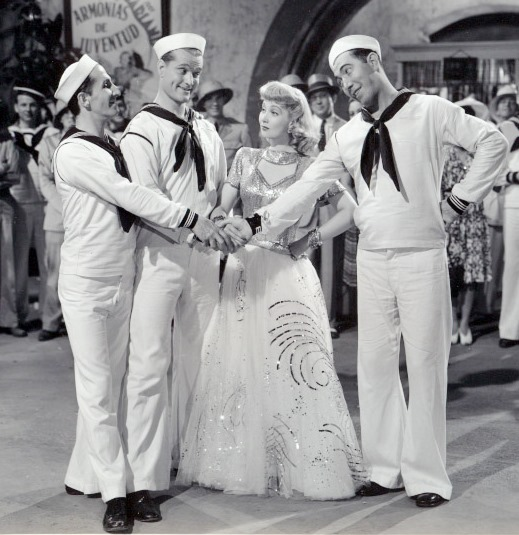
De g. à d. : Ben Blue, Red Skelton, Ann Sothern et Rags Ragland, dans Panama Hattie (1942)

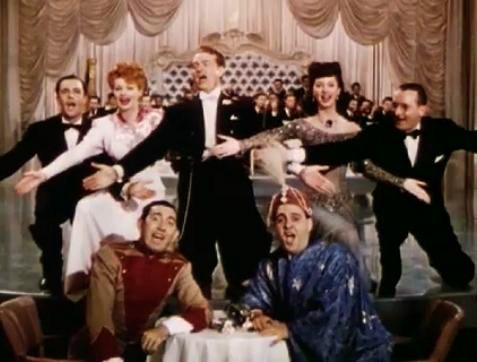
Assis devant, Rags Ragland et Zero Mostel (à d.), et derrière eux, Gene Kelly, Lucille Ball, Red Skelton, Virginia O'Brien et Tommy Dorsey (de g. à d.), dans La Du Barry était une dame (1943)

John Lee Morgan Beauregard « Rags » Ragland est un acteur américain, né le 23 août 1905 à Louisville (Kentucky), mort le 20 août 1946 à Los Angeles (Californie).

## Biographie
Au théâtre, Rags Ragland se fait connaître dans le répertoire du burlesque. À Broadway, il débute dans la revue Who's Who, représentée en 1938 ; suit là une seconde (donc dernière) prestation dans la comédie musicale Panama Hattie (musique et lyrics de Cole Porter, avec Ethel Merman dans le rôle-titre), jouée de fin octobre 1940 à début janvier 1942.
Au cinéma, après un petit rôle non crédité dans Le Songe d'une nuit d'été de William Dieterle et Max Reinhardt (1935, avec Ian Hunter et Verree Teasdale), il se produit surtout durant les années 1940, dans dix-neuf autres films américains de la Metro-Goldwyn-Mayer.
Notamment, il reprend son rôle (renommé) dans l'adaptation de la comédie musicale pré-citée Panama Hattie, sous le même titre original, avec Ann Sothern remplaçant Ethel Merman (film de 1942, réalisé par Norman Z. McLeod, Roy Del Ruth et Vincente Minnelli). Mentionnons aussi sa participation à deux autres films musicaux bien connus, Girl Crazy de Norman Taurog et Busby Berkeley (1943, avec Mickey Rooney et Judy Garland) et Escale à Hollywood de George Sidney (1945, avec Frank Sinatra, Kathryn Grayson et Gene Kelly).
Le dernier film de Rags Ragland est The Hoodlum Saint de Norman Taurog (avec William Powell et Esther Williams), sorti le 4 avril 1946, moins de cinq mois avant sa mort prématurée à 40 ans, d'une urémie consécutive à un alcoolisme chronique.

## Théâtre à Broadway (intégrale)
- 1938 : Who's Who, revue, musique de Baldwin Bergersen, James Shelton, Irvin Graham et Paul McCrane, lyrics de June Sillman, Irvin Graham et James Shelton, livret de Leonard Sillman et Everett Marcy : rôle non-spécifié
- 1940-1942 : Panama Hattie, comédie musicale, musique et lyrics de Cole Porter, livret de Buddy DeSylva et Herbert Fields, chorégraphie de Robert Alton, décors et costumes de Raoul Pène Du Bois : Woozy Hogan

## Filmographie complète
- 1935 : Le Songe d'une nuit d'été (A Midsummer Night's Dream) de William Dieterle et Max Reinhardt : Un membre de la troupe d'acteurs
- 1941 : Ringside Maisie d'Edwin L. Marin : Vic
- 1941 : Whistling in the Darkde S. Sylvan Simon : Sylvester
- 1942 : Je te retrouverai (Somewhere I'll Find You) de Wesley Ruggles : Charlie
- 1942 : Born to Sing d'Edward Ludwig : « Grunt »
- 1942 : Panama Hattie de Norman Z. McLeod, Roy Del Ruth et Vincente Minnelli : « Rags »
- 1942 : Sunday Punch de David Miller : « Killer » Connolly
- 1942 : The War Against Mrs. Hadley d'Harold S. Bucquet : Louie
- 1942 : Whistling in Dixie de S. Sylvan Simon : Chester Conway / Sylvester « Lester » Conway
- 1942 : Maisie Gets Her Man de Roy Del Ruth : Ears Cofflin
- 1943 : La Du Barry était une dame (Du Barry Was a Lady) de Roy Del Ruth : Charlie / Le Dauphin
- 1943 : La Bête (Whistling in Brooklyn) de S. Sylvan Simon : Chester
- 1943 : Fou de girls (Girl Crazy) de Norman Taurog et Busby Berkeley : « Rags »
- 1944 : Meet the People de Charles Reisner : M. Smith
- 1944 : Le Fantôme de Canterville (The Canterville Ghost) de Jules Dassin et Norman Z. McLeod : « Big » Harry
- 1944 : Trois hommes en blanc (Three Men in White) de Willis Goldbeck : Hobart Genet
- 1945 : Abbott et Costello à Hollywood (Abbott and Costello in Hollywood) de S. Sylvan Simon : Lui-même
- 1945 : La Princesse et le Groom (Her Highness and the Bellboy) de Richard Thorpe : Albert Weever
- 1945 : Escale à Hollywood (Anchors Aweigh) de George Sidney : Le sergent de police
- 1946 : The Hoodlum Saint de Norman Taurog : « Fishface »